# Elynor Bäckstedt
Elynor Bäckstedt, née le 6 décembre 2001, est une coureuse cycliste galloise. Elle court sur route et sur piste. Elle est notamment championne d'Europe de poursuite juniors et médaillée de bronze aux championnats du monde contre-la-montre juniors 2018 et 2019.

## Biographie

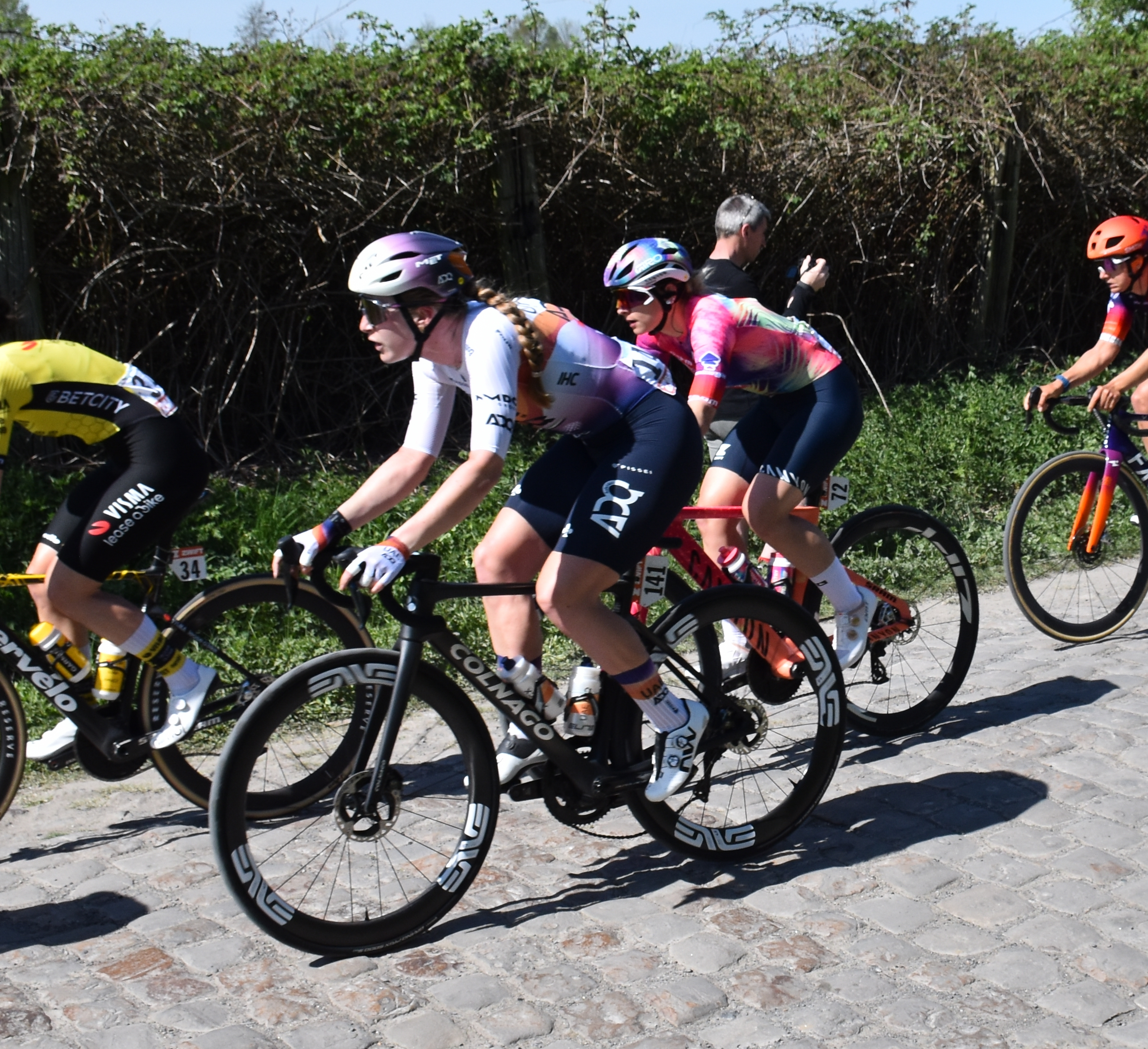
Elynor Bäcksted #141 - Paris-Roubaix 2025

Elynor Bäckstedt est issue d'une famille de cycliste qui vit dans le sud du Pays de Galles. Sa mère Megan Hughes est britannique. Elle est sacrée championne de Grande-Bretagne sur route en 1998. Son père est le Suédois Magnus Bäckstedt. Il a notamment gagné Paris-Roubaix en 2004. Elle a une sœur cadette, Zoe, qui est également coureuse cycliste.
En 2018, elle remporte la médaille de bronze de la poursuite par équipes aux mondiaux sur piste juniors (moins de 19 ans). Au niveau national, elle devient championne de Grande-Bretagne de l'américaine avec Ellie Russell. La même année, elle prend la troisième place du championnat du monde du contre-la-montre juniors.
En 2019, elle remporte Gand-Wevelgem juniors, l'une des manches de la Coupe des Nations Juniors, tandis que sa sœur Zoe gagne la course des cadettes (moins de 17 ans). Elle gagne également la course junior du Circuit de Borsele. Aux mondiaux sur route juniors, elle termine une nouvelle troisième du contre-la-montre et termine cinquième dans la course en ligne. Sur piste, elle est double championne d'Europe en poursuite individuelle et sur l'américaine (avec Sophie Lewis). Elle obtient aussi la médaille d'argent de la poursuite par équipes aux championnats d'Europe juniors, puis le bronze aux mondiaux juniors. 
Elle rejoint l'équipe  Trek-Segafredo en 2020. En mai 2020, elle se fracture le tibia droit lors d'une excursion en VTT avec son père. Elle reprend l'entrainement en novembre, après avoir passé plusieurs mois avec sa jambe plâtrée, puis avec une botte orthopédique pour corriger une fracture en spirale.

## Palmarès sur route

### Par année
- 2017
  -  Médaillée de bronze du contre-la-montre au Festival olympique de la jeunesse européenne
- 2018
  -  Médaillé de bronze du championnat du monde du contre-la-montre juniors
- 2019
  - Circuit de Borsele juniors
  - Gand-Wevelgem juniors
  - 2e du Healthy Ageing Tour juniors
  -  Médaillé de bronze du championnat du monde du contre-la-montre 
juniors
  - 5e du championnat du monde du contre-la-montre juniors
- 2022
  - 1re étape du Ceratizit Challenge by La Vuelta (contre-la-montre par équipes)
- 2024
  - 1re étape de La Vuelta Femenina (contre-la-montre par équipes)
  - 3e du Circuit de Borsele

### Résultats sur les grands tours

#### Tour d'Italie
- 2023 : 116e

#### Tour d'Espagne
1 participation
- 2024 : 104e, vainqueure de la 1re étape (contre-la-montre par équipes)

### Classements mondiaux
| Année                                 | 2021 | 2022 | 2023 | 2024 |
| ------------------------------------- | ---- | ---- | ---- | ---- |
| Classement UCI                        | 750e | 312e | 347e | 318e |
| UCI World Tour                        | nc   | 196e | 330e | 225e |
|                                       |      |      |      |      |
| Légende : nc = non classéSource : UCI |      |      |      |      |

## Palmarès sur piste

### Championnats du monde
- Aigle 2018 (juniors)
  -  Médaillée de bronze de la poursuite par équipes (avec Ellie Russell, Pfeiffer Georgi et Ella Barnwell)
- Francfort-sur-l'Oder 2019 (juniors)
  -  Médaillée d'argent de la poursuite individuelle
  -  Médaillée d'argent de l'américaine (avec Sophie Lewis)
  -  Médaillée de bronze de la poursuite par équipes (avec Sophie Lewis, Ella Barnwell et Eluned King)

### Championnats d'Europe
- Gand 2019 (juniors)
  -  Championne d'Europe de poursuite individuelle
  -  Championne d'Europe de l'américaine (avec Sophie Lewis)
  -  Médaillée d'argent de la poursuite par équipes (avec Sophie Lewis, Ella Barnwell, Eluned King et Amelia Sharpe)

### Championnats nationaux
- 2018
  -  Championne de Grande-Bretagne de l'américaine (avec Ellie Russell)
  - 2e de la poursuite par équipes (avec Isabelle Ellis, Lucy Nelson et Ellie Russell)